# Bombni napad v Kermani
3. januarja 2024 sta spominsko slovesnost ob obletnici atentata na Kasima Solejmanija ob njegovi grobnici v vzhodnem Kermanu v Iranu prekinili eksploziji bomb. V napadu je bilo ubitih najmanj 211 ljudi, 171 je bilo ranjenih. Iranska vlada je bombne napade razglasila za teroristični napad, gre pa tudi za najbolj smrtonosen napad v državi po letu 1979.

## Ozadje
General Kasim Solejmani je bil 3. januarja 2020 ubit v napadu z brezpilotnim letalom v Iraku, ki so ga izvedle Združene države. Solejmani je bil poveljnik enote Quds Vojske stražarjev islamske revolucije (IRGC). Sulejmani je bil v Iranu precej vpliven in je veljal za drugo najmočnejšo osebnost za vrhovnim voditeljem ajatolo Alijem Hamenejem. Kot vodja sil Quds, izvajalca prekomorskih operacij IRGC, je imel ključno vlogo pri oblikovanju regionalne iranske zunanje politike. Soleimani je bil odgovoren za nadzor tajnih misij in upoštevanje smernic, financiranje, preskrbo orožja, obveščevalne podatke in logistično podporo zavezniškim vladam in oboroženim skupinam, vključno s Hamasom in Hezbolahom.
7. januarja 2020 je v pogrebnem sprevodu Solejmanija v Kermanu prišlo do stampeda, v katerem je umrlo najmanj 50 žalujočih, poškodovanih je bilo več kot 200 ljudi. Napad leta 2024 se je zgodil sredi povečanih napetosti na Bližnjem vzhodu po vojni med Izraelom in Hamasom leta 2023. Dan pred bombnimi napadi je izraelski napad z brezpilotnim letalom v Libanonu ubil namestnika voditelja Hamasa Saleha al-Arourija. V 20. letih 21. stoletja so Islamska država in druge sunitske skrajne skupine izvajale podobne napade v države s šiiti.

## Bombardiranji
Dvojni eksploziji sta odjeknili v procesiji, ki je v počastitev četrte obletnice smrti šla proti Solejmanijevemu grobu na pokopališču Golzar Shohada v okolici mošeje Saheb al-Zaman. Prva eksplozija je odjeknila 700 metrov od Solejmanijevega groba v bližini parkirišča, druga pa kilometer stran na ulici Šohada, kamor so številni pobegnili po prvi eksploziji. Eksplozivi so bili nameščeni tako, da jih ni bilo mogoče zaznati na varnostnih vratih. Eksploziji sta se zgodili v razmiku 10 do 15 minut. Po poročanju iranskih medijev je bil napad izveden z dvema aktovkama z bombo, ki sta bili nameščeni pri vhodu. Eksploziv je bil daljinsko sprožen. Priča je povedala, da je bila ena od bomb v smetnjaku. Namestnik guvernerja province Kerman je eksploziji označil za teroristični napad.
Najmanj 211 ljudi je bilo ubitih, najmanj 171 je bilo ranjenih, vključno s tremi reševalci, ki so posredovali na kraju prve eksplozije in bili ujeti v drugi eksploziji. Večina smrtnih žrtev naj bi umrla v drugi eksploziji. Več ranjenih ljudi je bilo v paniki, ki je sledila eksplozijam, poteptanih.

## Posredovanje
Iranska državna televizija je na slovesnosti prikazala reševalce Rdečega polmeseca, ki nudijo pomoč poškodovanim. Več iranskih tiskovnih agencij je poročalo o večjem številu ranjenih. Reza Fallah, vodja provincialnega Rdečega polmeseca, je izjavil, da njihove ekipe za hitro posredovanje evakuirajo poškodovane, vendar se soočajo z izzivi zaradi množice, ki ovirajo ceste. Bolnišnice v Kermanu in okolici so bile pripravljene za oskrbo žrtev. Podpredsednik Mokber in general Mohsen Reze sta krivdo pripisala Izraelu. ZDA so domnevo o izraelski vpletenosti v napad ovrgle.

## Odzivi
Ali Hamenej, vrhovni voditelj Irana, je izjavil: "Tako roke, umazane s krvjo nedolžnih, kot pokvarjeni in nagajivi možgani, ki so jih pripeljali do te napake, bodo odslej dokončna tarča zatiranja in pravičnega kaznovanja. Naj vedo, da bo odgovor hud, če bo Bog tako dal."
Iran je za 4. januar razglasil nacionalni dan žalovanja za žrtvami napadov. Notranji minister Ahmad Vahidi je obljubil takojšen odziv odgovornih strani. Ob obisku kraja dogodka je major Radan, vodja enote FARAJA, obljubil, da bo izkoreninil teroriste.
Ruski predsednik Vladimir Putin je svojcem žrtev napadov izrazil sožalje in napad označil za "šokantnega v krutosti in ciničnosti". Turški predsednik Recep Tayyip Erdoğan je prek objave na družbenem omrežju izrazil sožalje "prijateljskemu in bratskemu" ljudstvu Irana. Pakistanski zunanji minister Jalil Abbas Jilani je ostro obsodil "nečloveške teroristične napade" in dejal, da je "Pakistan v tej uri žalosti solidaren z Iranom". Armensko zunanje ministrstvo je izrazilo šokiranje in ponudilo "misli in molitve" žrtvam in njihovim svojcem.